# ارسی

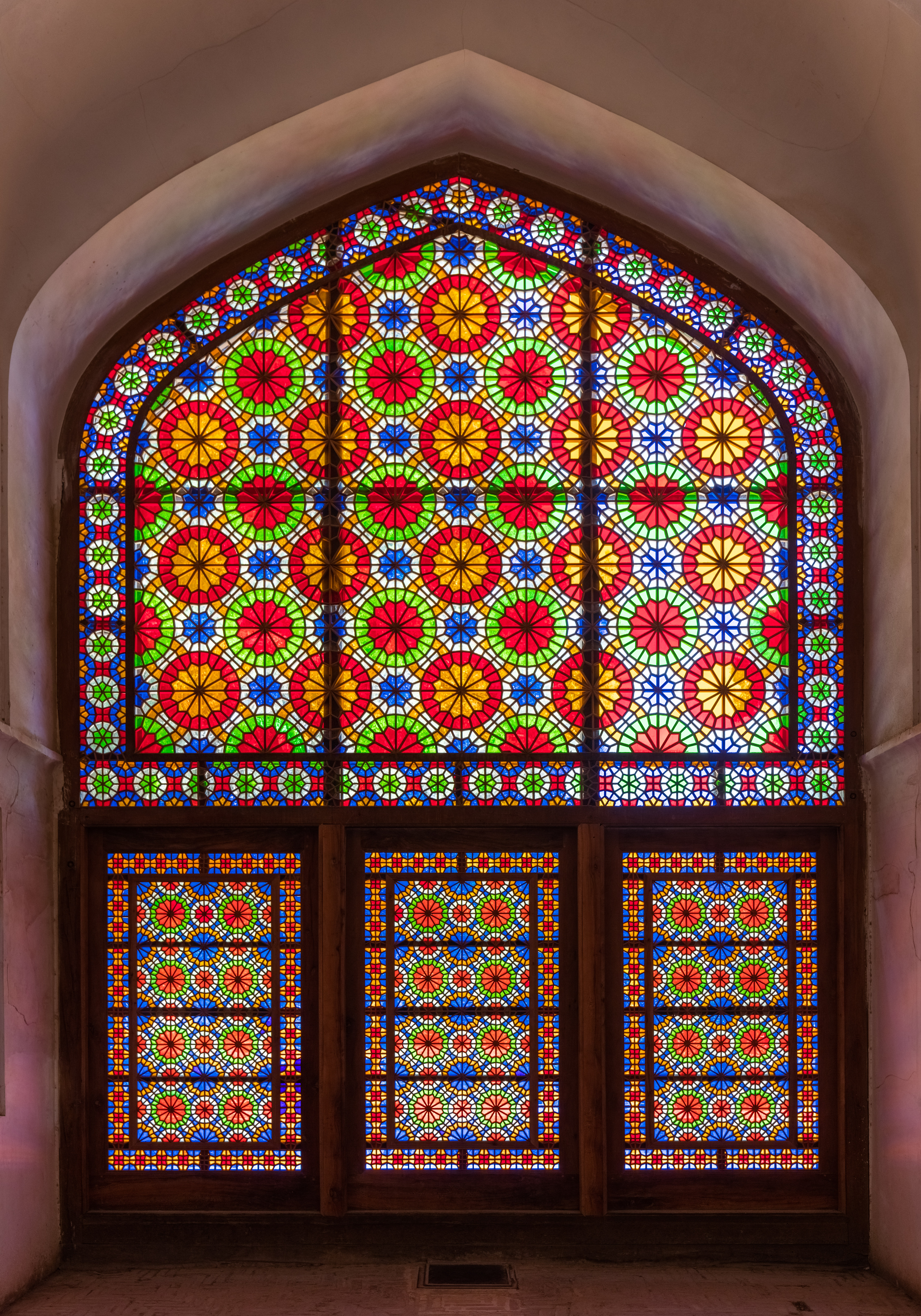
نمایی داخلی از یک پنجرهٔ اُرُسی مُشبک با شیشه‌های رنگی در باغ دولت‌آباد، یزد.

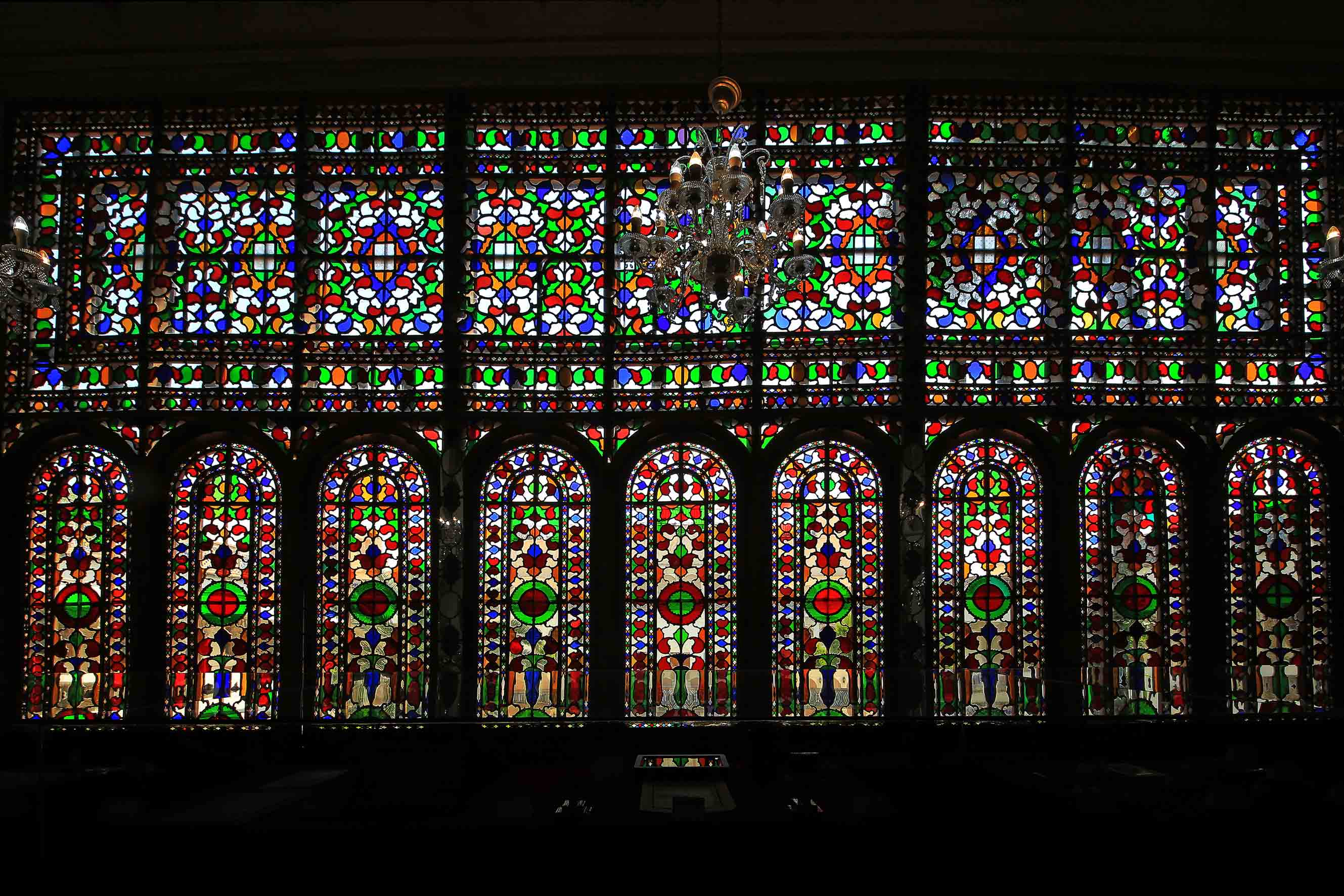
بزرگترین ارسی ایران در خانه مشیرالملک اصفهان

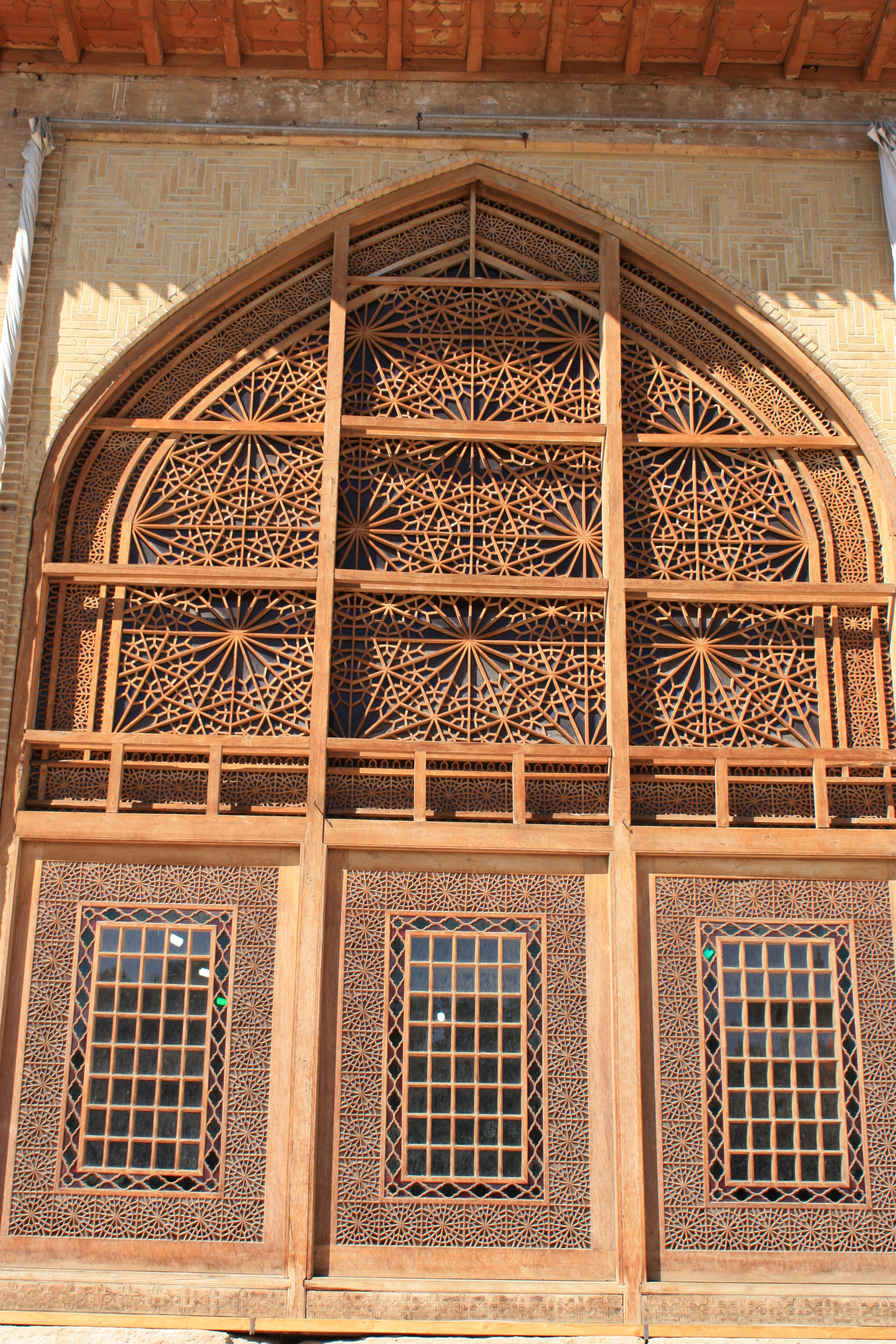
نمای بیرونی ارسی‌های ارگ کریمخان در شیراز

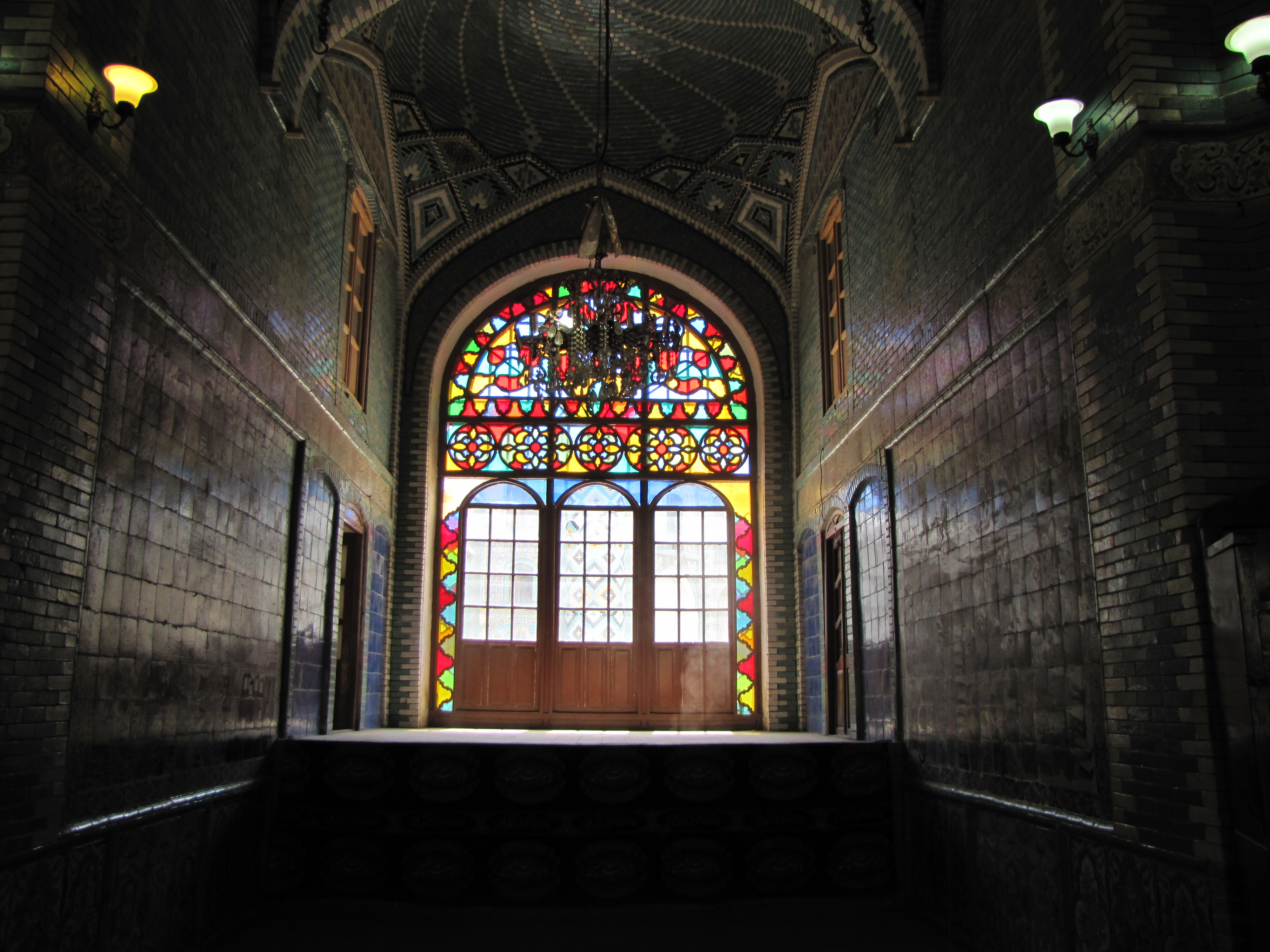
ارسی‌های تکیه معاون الملک کرمانشاه با شیشه رنگی

اُرُسی از عناصر معماری ایرانی و پنجرهٔ مُشـَبَّکی است که به جای گشتن بر روی پاشنه گرد، بالا می‌رود و در محفظه‌ای که روی آن قرار گرفته جای می‌گیرد و در اشکوب کوشک‌ها و پیشان و رواق ساختمان‌های سرد سیر بسیار دیده می‌شود. نقش شبکهٔ ارسی مانند پنجره‌ها و روزن‌های چوبی است و نمونه‌های زیبای آن در خانه‌های کهن اصفهان و شیراز و کاشان و یزد (و انواع جدیدترش در تهران) بسیار است.

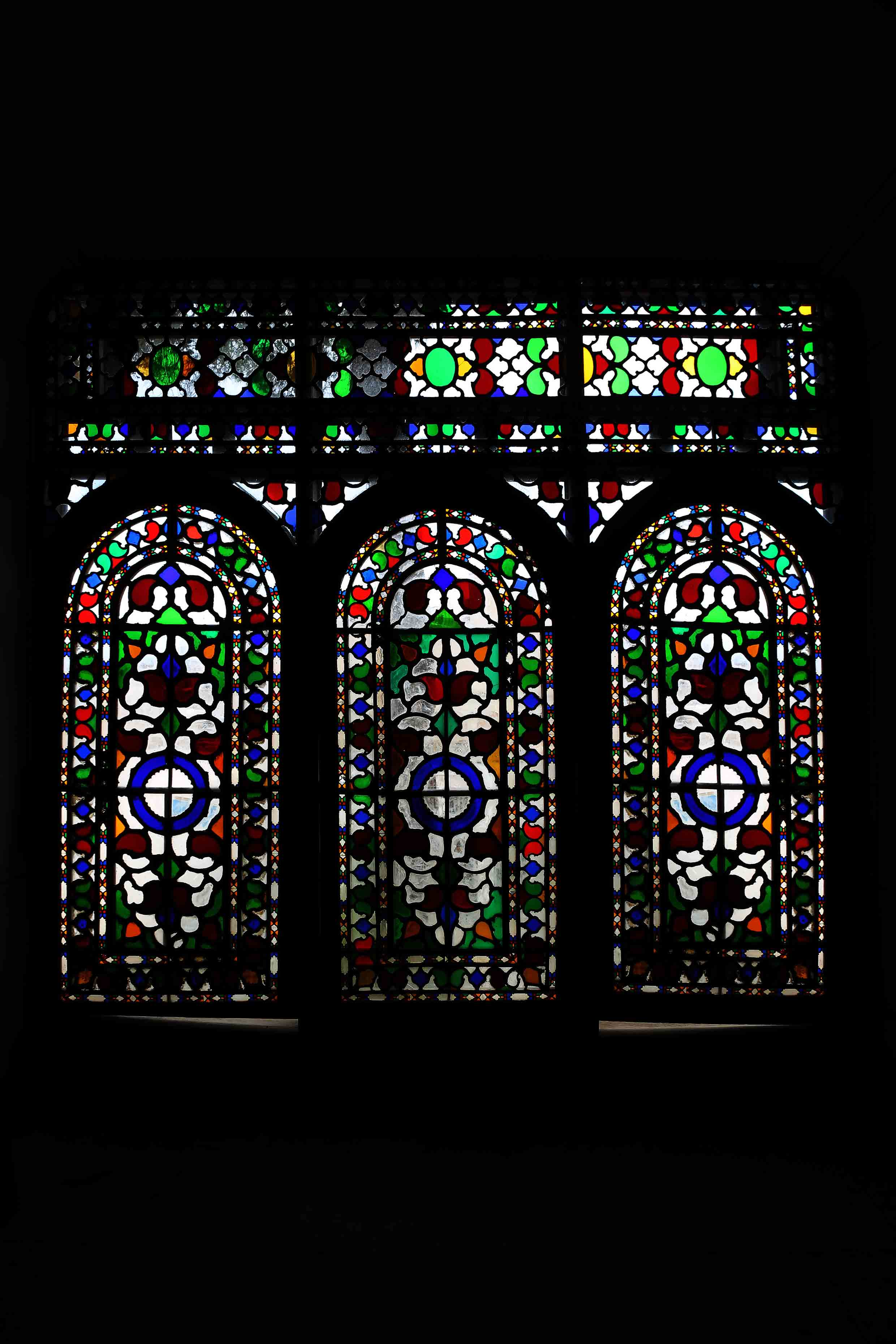
ارسی حرمسرا های خانه تاریخی مشیرالملک

دربارهٔ ریشه این واژه اختلاف نظر وجود دارد. به نوشته پیرنیا (ص ۳۵۵–۳۵۶) اور به معنای بالاست و اُرسی یعنی پنجره‌هایی با لنگه‌های بازشو بالارونده. بنا به گفته فره وشی این کلمه از ارو یا (arus) پهلوی گرفته شده و به معنای سفید و روشنایی است.
بنجامین در وصف این نوع پنجره در سفرنامه خود می‌نویسد: ایرانیان به جای آنکه برای اتاق‌های خود به شیوه غربی چندین پنجره بسازند، همه را یکجا جمع کرده یک پنجره بزرگ یا در که از سقف تا کف اتاق می‌رسد برای اتاق در نظر می‌گیرند و این پنجره بزرگ را با قاب‌های مختلف به سه یا چهار قسمت تقسیم می‌کنند و در هر قسمت با به کاربردن شیشه‌های رنگی کوچک، نمای خارجی و داخلی زیبایی برای اتاق فراهم می‌آورند. ارسی در شهرهای مختلف نام‌های گوناگونی دارد؛ برای نمونه در یزد به «درهای شکم پاره» و در قزوین به «درهای چند چشم» موسوم است از جمله بناهای دارای ارسی می‌توان به ارگ کریمخانی، خانه محتشم، بنای دیوانخانه و باغ دولت‌آباد اشاره کرد (عطارزاده، ص ۳۴).
لنگه‌های این پنجره به جای حرکت بر حول محور پاشنه، در درون یک چارچوب به سمت بالا و پایین حرکت می‌کند. ارسی غیر از چارچوب به سه قسمتِ آستانه، طبقه پایین یعنی لنگه‌های بازشونده، و قسمت بالا که مخفی‌کننده لنگه هاست تقسیم می‌شود. قسمت بالا به صورت دو جداره ساخته می‌شود تا هنگامی که لنگه‌ها بالا کشیده می‌شوند در میان جداره‌ها پنهان شده منظره نامناسبی به اتاق ندهد. ارسی‌ها معمولاً یکی از اضلاع چهارگانه اتاق را تشکیل می‌داد و از کف اتاق تا سقف ادامه پیدا می‌کرد. سطح پنجره‌های ارسی غالباً از شبکه‌های چوبی با نقش‌های هندسی بسیار ظریف و زیبا به صورت گره سازی یا قواره بندی و با استفاده از قطعه‌های شیشه رنگی یا ساده ساخته می‌شد (همان، ص ۲۱–۲۶؛ عطارزاده، ص ۳۳).
پنجره‌های اُرسی عموماً به گونه‌ای ساخته می‌شد که تمام سطح بیرونی یک اتاق را در بر می‌گرفت. سطح مشبک پنجره‌های اُرسی چندین کارکرد داشت: نخست نور فضای درون را تأمین می‌کرد و سپس دید و منظر بیرون را در اختیار افراد درون فضا قرار می‌داد و از شدت نور آفتاب و گرمای آن می‌کاست.
از اُرسی در فضاهای درونی نیز استفاده می‌شد، در جاهایی مثل بالاخانه‌ها و اتاق‌های گوشوارِ واقع در یک یا دو سوی تالارهای بزرگ و مرتفع؛ زیرا در اوقاتی که مجالسی مردانه در تالارها یا اتاق‌های بزرگ هفت دری یا پنج دری برگزار می‌شد، زنان در اتاق‌های گوشوار یا بالاخانه که در بالا و دو سوی تالار قرار داشت و از یک سمت به آن دید داشتند، می‌نشستند و به این ترتیب بر فضای تالار اشراف داشتند. سطح پنجره‌های اُرسی را گاه با نقوش گوناگون گره‌سازی و شیشه‌های رنگین و ساده می‌آراستند و ترکیب‌های بدیع پدیدمی‌آوردند. ارسی برخلاف تصور بعضی‌ها به تقلید از معماری روسی در ایران پدید نیامده و نمونه‌های جالبی از ارسی در بناها و نقاشی‌ها، پیش از آن‌که معماری چشمگیری در روسیه پاگرفته باشد، مشاهده شده‌است.

## بخشهای پنجره ارسی
این در _پنجره گاه به میانسرا باز می‌شود و گاه میان دو تالار جای می‌گیرد تا به هنگام نیاز باز شود و یک تالار بزرگ بدست آید. بلندای آن‌ها از کف تا آسمانه است. کاربرد ارسی در مهرازی ایران به گونه یک بازشوی بنیادی پیشینه‌ای بسیار کهن دارد. نمونه‌های زیبای ان در همه جای ایران دیده می‌شود. لت ارسی‌ها معمولاً فرد است. ارسی یک لتی در بالا خانه‌های گوشوار یا راهروهای طبقه اول ساختمان که معمولاً در نقاط سردسیر به ورت در است دیده می‌شوند. هر ارسی از بخش‌های زیر ساخته شده‌است:
باهو یا وادار:به اصطلاح نجاری امروز بائو نیز گفته می‌شود بخش ایستاده چهار چوب آن
کلاه: تیر ترازی (افقی) میان بخش پایا و جنبان آن
تنک: شبکه درون درک‌های آن
چفته ریزه: چفتی که درک‌ها را پایا نگه می‌دارد. درک یا لنگه: که مانند کشو بالا و پایین می‌رود بخش زیرین به بلندای ۳۰ تا ۵۰ سانتی‌متر از کف که مانند جان پناه است پایاست.
بخش بالای آن که نیم پرهون (نیم دایره) یا سه پهلو است و پایاست.

## کارکرد سطح مشبک پنجره‌های ارسی
1. تأمین نور فضای درونی
2. در معرض دید قرار دادن فضای بیرونی
3. کاهش شدت تابش نور آفتاب و گرما
4. ایجاد زیبایی در نمای ساختمان
5. حفظ حریم و محرمیت فضای بیرون
6. دور کردن حشرات مزاحم (شیشه‌های رنگی پنجره‌های ارسی با ایجاد نورهای رنگارنگ باعث دور شدن و خارج شدن حشرات مزاحم از فضای بیرونی اتاق‌های دارای پنجره‌های ارسی می‌شوند.

## اثرات و دلایل استفاده از پنجره‌های ارسی
الف-نور: این نوع پنجره‌ها باعث می‌شوند نور خورشید به اندازه کافی وارد فضای اتاق شود نه کمتر نه بیشتر
ب-روانشناسی رنگ‌ها:از نظر روان‌شناسی رنگ‌های مختلف این شیشه‌ها و ایجاد نورهای هم رنگشان بر روی انسان تأثیرات مختلفی می‌گذارد که هر رنگ کنار رنگ دیگر شدت این تأثیر را خنثی می‌کند و مقدار مناسب آن را تنظیم و تعدیل می‌کند. بیشتر رنگ‌های استفاده شده در شیشه‌های ارسی رنگ‌های لاجوردی قرمز سبز و زرد هستند و هر کدام به تنهایی یک تأثیر روانشناختی مجزای دارند.
ج - زیبایی: سطح پنجره‌های ارسی را با استفاده از انواع نقش‌های گوناگون گره سازی و با شیشه‌های رنگین و ساده می‌آراستند و ترکیب‌های بدیعی پدیدمی‌آورند و بدین صورت هماهنگی بین این شبکه‌های هندسی و نورهای رنگی باعث ایجاد زیبایی دلپذیری می‌شود.
د - نقش هندسی در ارسی: ناپسند دانستن تقلید از نقش‌ها و صورت‌های انسانی و حیوانی در نقاشی و سایر هنرهای تصویری و تجسمی به تدریج موجب شد که تقلید از طبیعت در فرهنگ بسیاری از هنرهای اسلامی چندان مورد توجه قرار نگیرد و جایگاه والایی نیابد. به همین جهت هنرمندان به ترکیب‌های هندسی و انتزاعی توجه بسیار کردند.
و-محرمیت: پنجره‌های ارسی همچنین باعث محدود کردن دید از بیرون به درون خانه و ایجاد محرمیت می‌شود.
ه - خواص صوتی: اگر قطعات یک گره نسبت به هم زوایای مختلف یا متعدد پیدا کند جابجایی صوتی ایجاد می‌کند در این جابجایی تابع قوانین علم آکوستیک است. فرم‌های شش وجهی نیز دارای خواص صوتی هستند از کاربرد صوتی شش وجهی در طبیعت می‌توان کندوی زنبور عسل را مثال آورد که دقیقاً عمل انتقال صوت یا رزونانس را انجام می‌دهد. (اسدی نیا، ۲٬۱۳۹۱) مرکز علمی و پژوهشی معماری دانشکده باهنر شیراز
ارسی در صنایع دستی به قطعه‌ای مشبَّک ساخته شده از چوب گفته می‌شود که نقش‌های زیبایی در آن ایجاد کرده‌اند. ارسی می‌تواند دارای شیشه‌های رنگی کوچک باشد یا بدون شیشه باشد.
بعضی گمان کردند ارسی به پنجره‌هایی گفته می‌شود که به تقلید از معماری روسی در ایران رواج یافته در صورتی که نمونه‌های جالبی از ارسی حتی پیش از آنکه معماری چشمگیری در روسیه پای گرفته باشد، در بناها و نقاشی‌ها مشاهده می‌کنیم. گویا مقایسه قند اروسی با این نوع پنجره که خود و نام آن هر دو اصل ایرانی و فارسی دارد موجب این اشتباه شده‌است.

## نگارخانه

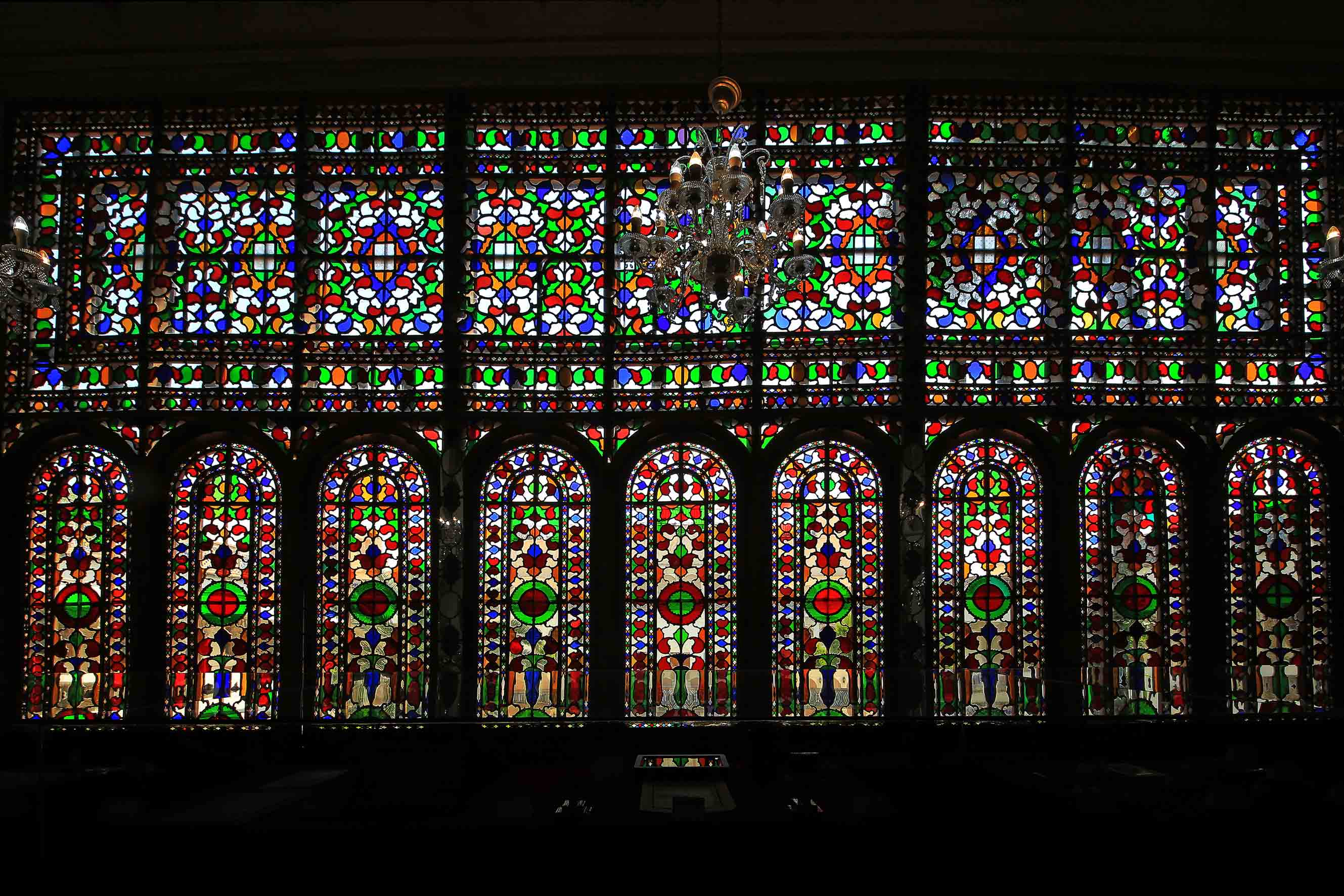
بزرگترین ارسی ایران در خانه مشیرالملک
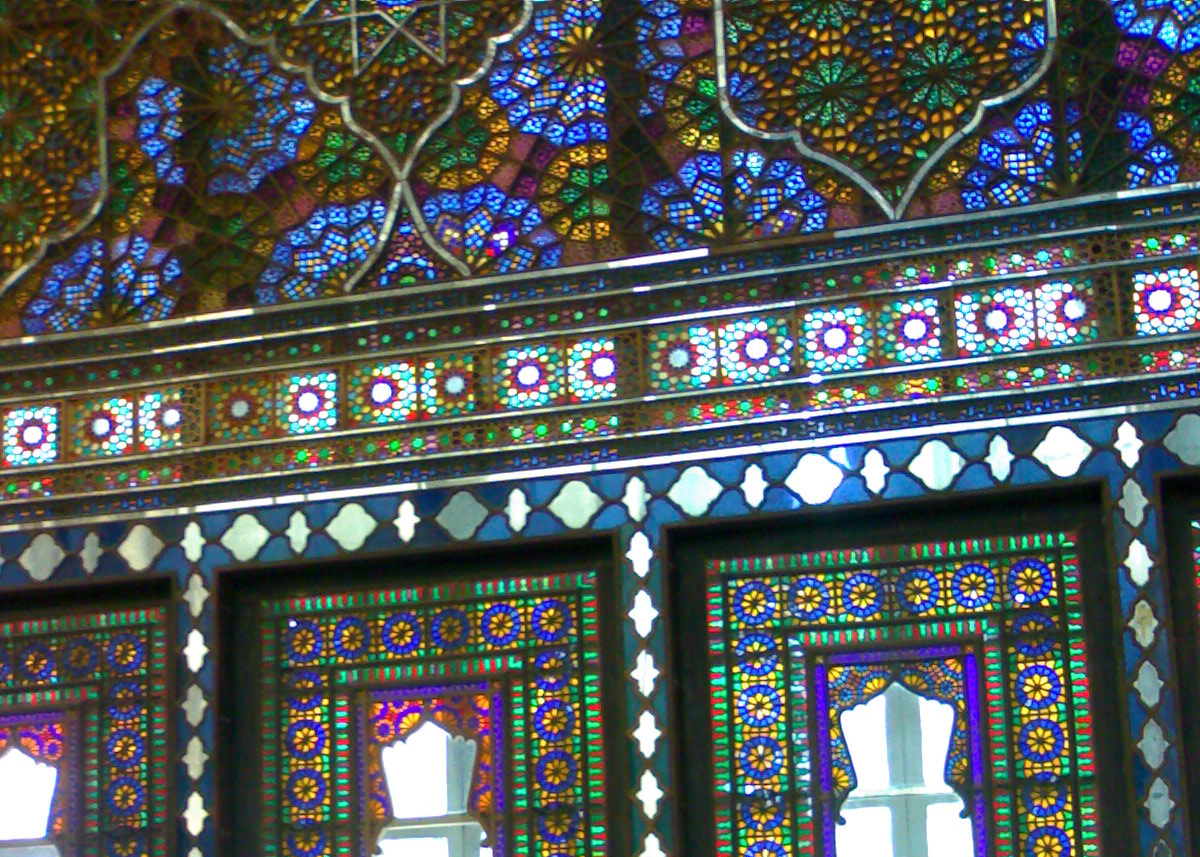
ارسی با شیشه‌های رنگی در کاخ گلستان در تهران
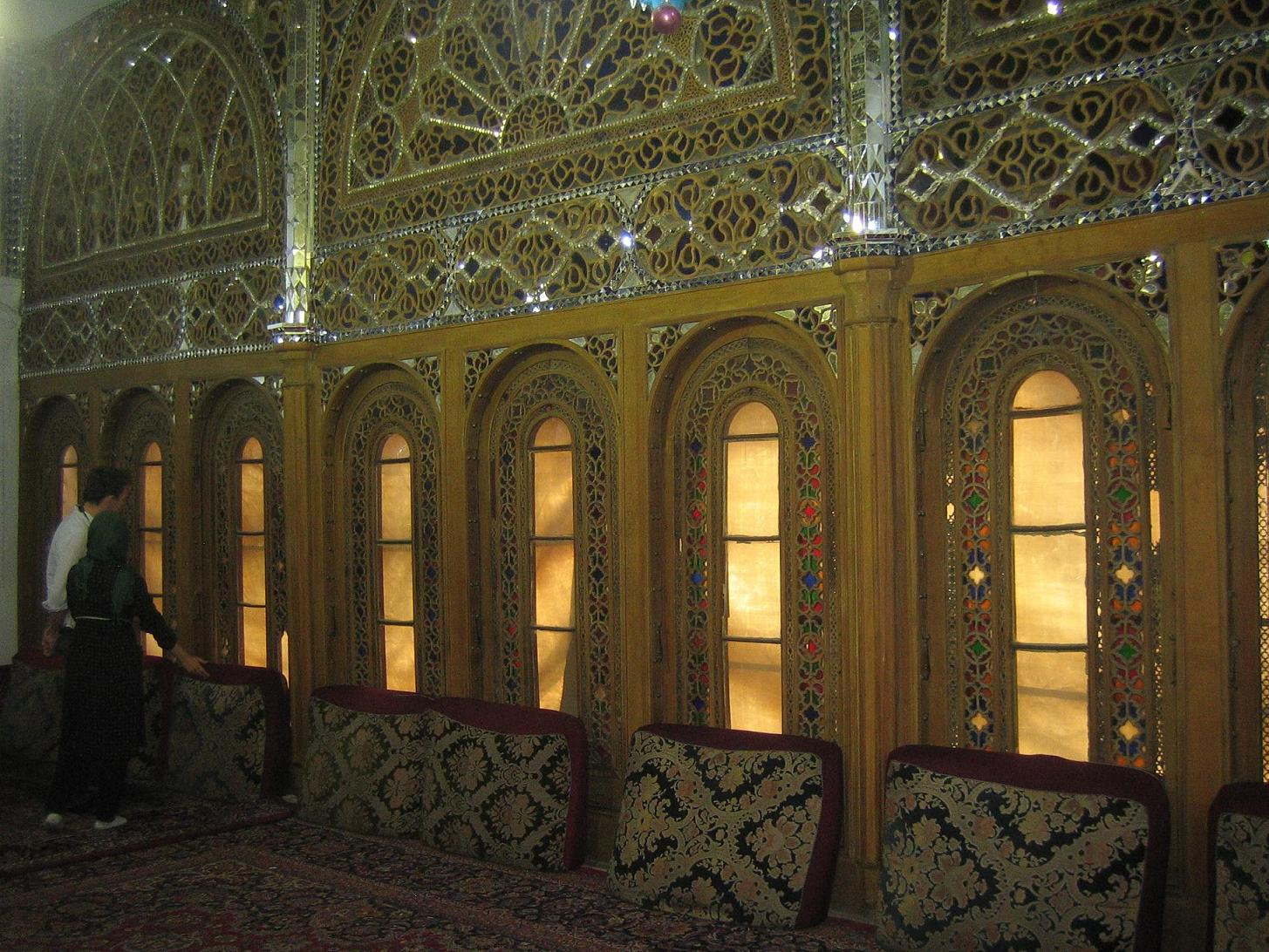
حسینیه امینی‌ها در قزوین